# Solo (песня Джамалы)
Solo — песня украинской певицы Джамалы, которая была записана в 2019 году на студии Istok Studio в Киеве под руководством музыкального продюсера Брайана Тодда. Релиз состоялся 1 февраля на цифровых платформах Apple Music и Google Play Music под лейблом Enjoy! Records. Впервые песня была исполнена 23 февраля в финале национального отбора Украины на «Евровидение-2019», где Джамала была одним из членов жюри.

## История создания
Над этой композицией работали сразу три американских сонграйтера во главе с саунд-продюсером и композитором Брайаном Тоддом, чьи работы неоднократно получали мультиплатиновый статус, входили в топ-5 хит-парадов США и Великобритании и номинировались на Грэмми.
Брайан Тодд о работе с Джамалой:
Когда мы познакомились, я был под впечатлением от достижений Джамалы, было очевидно, что она целеустремленный и трудолюбивый артист. А тембр ее голоса потрясающе богатый и очень узнаваемый. Я подумал, что мы могли бы стать отличной командой для того, чтобы добиться новых успехов на международной сцене. Песню «Solo» мы писали специально для Джамалы. Она о том, что можно быть сильной, даже если ты одна, сама по себе. Это гимн сильных женщин.

## Музыкальное видео
Режиссером музыкального видео к песне «Solo» стала Анна Бурячкова, которая также работала над клипом на песню Джамалы «The Great Pretender», а также известная по своим работам для Океан Ельзи, Pianoбой, Друга Ріка и т.д. В клипе Джамала появляется в нескольких ярких образах, меняя наряды и стили. Съемки проходили в особняке графини Уваровой в Киеве. Премьера состоялась 22 мая 2019 года на видеохостинге YouTube.
Джамала о своём клипе:
Идея видео очень созвучна темам, которые я затрагиваю в своих песнях. Прозрачный куб как символ хрустального замка, в котором мы прячемся от реальности и других людей... Внутренний поиск героини, выраженный в трех разных образах.

## Реакции критиков
В апреле 2019 года стало известно, что сингл Джамалы «Solo» попал в топ-10 двух авторитетных британских чартов - Upfront Club 30 и Commercial Pop Top 30, заняв соответственно, 7-е и 8-е места.
Российский музыкальный критик Михаил Козырев дал положительную оценку песне и клипу «Solo» в своей программе «Би Коз» на телеканале «Дождь».

## Участники записи
Песня
- Сусана Джамаладинова — вокал
- Брайан Тодд — автор песни
- Адис Эминич — автор песни
- Ванесса Кампанья — автор песни

Музыкальное видео
- Елена Агеева — продюсер
- Анна Бурячкова — режиссер
- Светлана Апарина — оператор
- Юрий Резниченко — монтаж
- Марина Ткаченко — колористка

## Список композиций
| №  | Название | Текст песни                                | Музыка                            | Длительность |
| -- | -------- | ------------------------------------------ | --------------------------------- | ------------ |
| 1. | «Solo»   | Брайан Тодд, Адис Эминич, Ванесса Кампанья | Брайан Тодд, Сусана Джамаладинова | 3:15         |

## История релиза
| Регион  | Дата           | Формат               | Распространитель |
| ------- | -------------- | -------------------- | ---------------- |
| Украина | 1 февраля 2019 | Цифровая дистрибуция | Enjoy! Records   |